# Aeroportul King Cove
Aeroportul King Cove (IATA: KVC, ICAO: PAVC, FAA LID: KVC) este un aeroport din Alaska, Statele Unite ale Americii. Aeroportul a fost tranzitat în 2019 de 2.778 de pasageri.
Situat la o altitudine de 47 m, aeroportul dispune de 1 pistă. Este operat de Alaska Department of Transportation & Public Facilities⁠(d).

## Infrastructură

### Piste
Aeroportul dispune de o singură pistă. Pista 7/25 are dimensiunile 3.500 picioare × 115 picioare. 